# Le Pecq
Ne doit pas être confondu avec Pecq.
Le Pecq est une commune française située dans le département des Yvelines en région Île-de-France.
Ses habitants sont appelés les Alpicois.

## Géographie

### Localisation

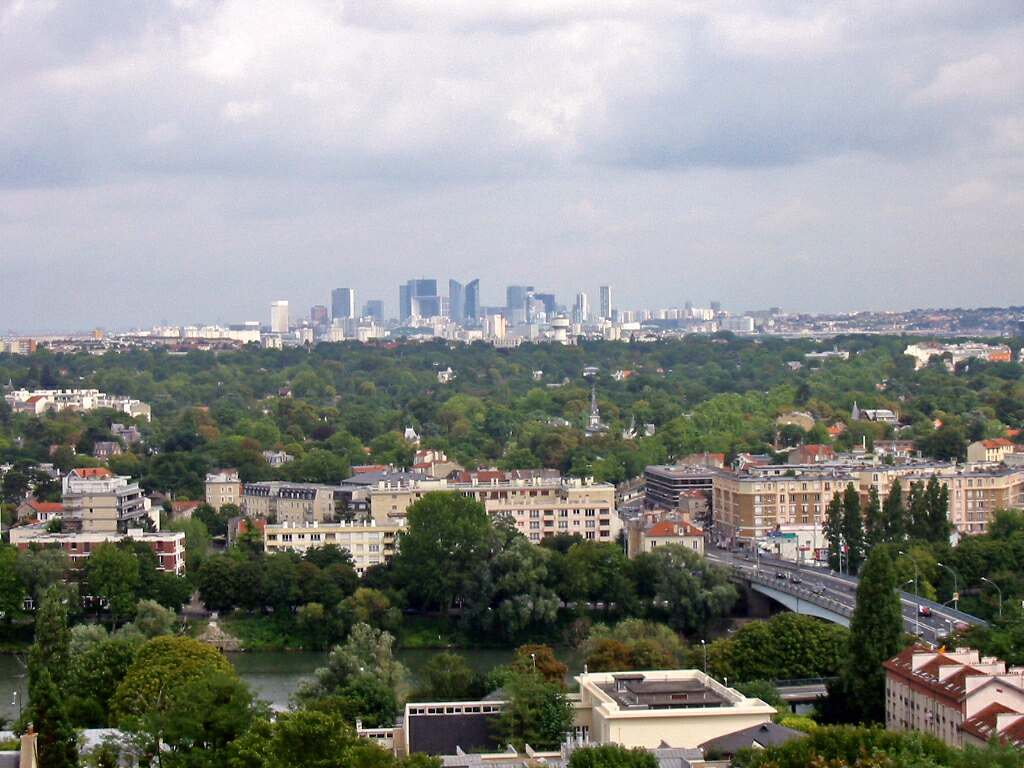
Le Pecq vue de la Terrasse du château de Saint-Germain-en-Laye (à l'horizon, les tours de La Défense).

La commune du Pecq se situe dans une boucle de la Seine, à 19 km à l'ouest de Paris, au pied du château de Saint-Germain-en-Laye.
La commune du Pecq est limitrophe des communes du Mesnil-le-Roi (quartier de Carrières-sous-Bois) au nord, de Montesson au nord-est, du Vésinet à l'est, de Croissy-sur-Seine au sud-est, du Port-Marly au sud, de Marly-le-Roi au sud-sud-est, de Mareil-Marly au sud-ouest et de Saint-Germain-en-Laye à l'ouest.
| Saint-Germain-en-Laye | Le Mesnil-le-Roi            | Montesson         |
| Saint-Germain-en-Laye | Le Pecq                     | Le Vésinet        |
| Mareil-Marly          | Le Port-Marly, Marly-le-Roi | Croissy-sur-Seine |

### Hydrographie
Le territoire de la commune se répartit sur les deux rives de la Seine et englobe une petite île, l'île Corbière. Il est fortement urbanisé à l'exception de l'île Corbière, protégée partiellement comme zone de nidification d'oiseaux migrateurs. Jusqu'après la Seconde Guerre mondiale, un établissement de bains fonctionnait sur cette île. Deux autres établissements liés à l'eau furent célèbres au Pecq : un spa exploitant les nombreuses sources de la colline de Saint-Germain et une piscine en eau naturelle de 100 m de long, avec plages de sable que l'on appelle l'île aux Dames.
Le ru de Buzot  qui est un affluent de la Seine sépare la commune du Pecq de la commune du Port-Marly. Il est enterré sur la majeure partie de son cours.

### Climat
Pour des articles plus généraux, voir Climat de l'Île-de-France et Climat des Yvelines.
En 2010, le climat de la commune est de type climat océanique dégradé des plaines du Centre et du Nord, selon une étude du CNRS s'appuyant sur une série de données couvrant la période 1971-2000. En 2020, Météo-France publie une typologie des climats de la France métropolitaine dans laquelle la commune est dans une zone de transition entre le climat océanique et le climat océanique altéré et est dans la région climatique  Sud-ouest du bassin Parisien, caractérisée par une faible pluviométrie, notamment au printemps (120 à 150 mm) et un hiver froid (3,5 °C). 
Pour la période 1971-2000, la température annuelle moyenne est de 11,7 °C, avec une amplitude thermique annuelle de 14,7 °C. Le cumul annuel moyen de précipitations est de 639 mm, avec 10,7 jours de précipitations en janvier et 7,9 jours en juillet. Pour la période 1991-2020, la température moyenne annuelle observée sur la station météorologique la plus proche, située sur la commune de Trappes à 15 km à vol d'oiseau, est de 11,6 °C et le cumul annuel moyen de précipitations est de 686,3 mm,. Pour l'avenir, les paramètres climatiques de la commune estimés pour 2050 selon différents scénarios d'émission de gaz à effet de serre sont consultables sur un site dédié publié par Météo-France en novembre 2022.

## Urbanisme

### Typologie
Au 1er janvier 2024, Le Pecq est catégorisée grand centre urbain, selon la nouvelle grille communale de densité à sept niveaux définie par l'Insee en 2022.
Elle appartient à l'unité urbaine de Paris, une agglomération inter-départementale regroupant 407  communes, dont elle est une commune de la banlieue,,. Par ailleurs la commune fait partie de l'aire d'attraction de Paris, dont elle est une commune du pôle principal,. Cette aire regroupe 1 929 communes,.

### Morphologie urbaine
La commune du Pecq est dispersée sur plusieurs quartiers très distincts. En plus du fleuve, plusieurs infrastructures routières et un domaine privé morcellent son territoire.
Le centre-ville se trouve rive gauche de la Seine, le long des berges et sur les coteaux de Seine. L'habitat collectif prédomine, sauf dans les quartiers d'habitat individuel de Saint-Wandrille et de la Cité, proche du Mesnil-le-Roi. Cette rive est proche du centre-ville de Saint-Germain-en-Laye, aisément accessible à pied ou en vélo.
Les quartiers du Mexique et du Canada, situés sur la rive droite mêlent habitat individuel et collectif. Les centres-villes du Vésinet et de Croissy leur sont plus accessibles que celui du Pecq.
Le tiers de la superficie de la commune est situé sur les coteaux de Seine, le long de l'ancien ru de Cruye, en contrebas de la ville de Marly-le-Roi, sous la forme d'un immense lotissement privé loti en 1925, le domaine de Grandchamp. Le domaine compte un château, une chapelle, 446 maisons individuelles et une voirie de 7 km linéaire entièrement privée. Il est isolé de tout le reste des territoires voisins.
Enfin, le quartier des Vignes-Benettes, d'habitat collectif, situé à l'extrême sud de la commune, est totalement coupé de cette dernière par le domaine privé de Granchamp. Ce quartier est en fait intégré à la commune de Marly.

### Projets d'aménagements
La commune du Pecq a pour projet de densifier les commerces dans son cœur de ville rive gauche et de munir le Pont du Pecq d'une passerelle piéton-vélo pour réunir les deux rives de la commune.

### Voies de communication et transports

#### Voies routières
Les communications sont assurées principalement par la route départementale 186 qui permet, sur la rive gauche, de rejoindre la route nationale 13 et la route nationale 186 au Port-Marly et qui, en direction de l'est, du Vésinet et de Chatou, franchit la Seine au pont du Pecq. Ce pont construit en 1963, est constitué d'arches en acier surbaissées reposant sur deux piles centrales en béton. Du côté ouest, les culées sont ornées de statues représentant l'Oise et la Seine. Ces statues ont été réalisées par René Letourneur qui a aussi sculpté des œuvres pour le lycée Jeanne-d'Albret de Saint-Germain-en-Laye.
Ces statues ont aussi une fonction pratique : elles créent, grâce à leur poids, une poussée verticale contrebalançant la poussée horizontale naturelle de l’ouvrage, technique devenue obsolète avec l’emploi des matériaux actuels. C’est pourquoi le pont Georges-Pompidou, inauguré en 1963, est présenté comme le dernier ouvrage de la sorte construit avec ce type d’ornements.
Les autres voies de communication importantes de la commune sont la route départementale 190 qui commence au pont du Pecq et permet d'accéder à Saint-Germain-en-Laye vers l'ouest ainsi que la route départementale 159 vers Le Mesnil-le-Roi au nord et la route départementale 7 vers Marly-le-Roi au sud.

#### Transport actif
Les berges de Seine sont aménagées pour les piétons et cyclistes sur l'ensemble des rives de la commune. Le tracé du GR 2, au fil de Seine et la voie cyclable internationale, avenue verte Paris-London, suivent le chemin de halage de la rive droite.
Des pistes cyclables et piétonnes sont également aménagées le long de la D190 depuis la côte de Saint-Germain-en-Laye. Le pont du Pecq dispose de trottoirs partagés entre vélo et piétons, peu pratiques mais sûrs, raison pour laquelle une passerelle est en projet depuis plusieurs années, sans que les études nécessaires ne soient encore lancées.
Il est donc compliqué de se déplacer à vélo en sein de la commune : le rond-point de la République, rive droite, ne fait l'objet d'aucun aménagement cyclable, alors qu'y circulent de nombreux poids-lourds, les quartiers des Vignes-Benettes et de Granchamp n'ont pas d'accès sécurisé au centre-ville.

#### Transports en commun
Transport ferroviaire
La commune est démunie de gare mais dispose de plusieurs stations proches implantées sur les communes limitrophes : 
- rive droite, accès au RER A à la gare du Vésinet - Le Pecq
- rive gauche, accès depuis le centre-ville à la gare de Saint-Germain-en-Laye du RER A et accès depuis les coteaux de Seine à la Ligne L de la SNCF à la gare de Marly-le-Roi (Paris gare Saint-Lazare)

Bus : 14 lignes de la société de transport Transdev Ile-de-France

## Toponymie
Le nom de la localité est attesté sous la forme Alpicum au VIIe ou VIIIe siècle, de Alpiaco en 829, Alpiacum en 833, Alpec en 1108, Alpecum en 1170, Aupec en 1194, Aupicum au XIIIe siècle, de Alpeco et de Aupico vers 1205, Alpetum en 1247, de Alpeco en 1384, « le port A upec » a été compris « le port Au pec » en 1709 d'où « Le Pecq » avec déglutination d'un article fictif due à une mécoupure en interaction avec les prépositions à et de.
Le Pecq semble tirer son nom du pré-latin  *Alp-iccum, formé sur le radical pré-latin alp- et le suffixe -ĭccum. Le mot semble gaulois alb- désignant originellement la couleur blanche, puis le monde d'en haut, le ciel. Ce mot est passé en latin sous la forme alp-. La géminée du suffixe, jamais notée dans les textes anciens, explique le maintien de la consonne finale, alors qu'une évolution normale d'Alpicum aurait donné *Aupy, puis *Le Py.

## Histoire
Le Pecq est situé sur la côte dominant le passage obligé sur la Seine de la grande route conduisant de Paris à la Normandie par Poissy et Pontoise (l'ancienne nationale 13 qui traversait le bourg de Saint-Germain dont le château protégeait l'accès).
Ses coteaux bien exposés au sud-est étaient plantés de vignobles. Les derniers rois Mérovingiens avaient un logis royal à l'abbaye d'Aupec (Le Pecq). Childebert III donna aux moines de cette abbaye, en 704, la terre d'Aupec et ses dépendances. Ils sont mentionnés pour la première fois dans une charte de Childebert III, roi de France, en 704. Cette année-là, le roi répond, assez tardivement, à une requête de Wandrille, formulée en 666 à Clotaire III et confirme à l'abbaye de Fontenelle une donation qui lui a été faite par la famille d'Érembert devenu moine de cette abbaye.
En 1595, Henri IV demanda aux habitants du Pecq de lui céder 18 à 20 arpents de terre, nécessaires pour prolonger les jardins du Château Neuf jusqu'à la Seine. En compensation, il exempta les Alpicois de la taille et de diverses taxes, privilège qu'ils conservèrent jusqu'à la Révolution. Sous l'Ancien Régime, le village connut de nombreux jours d'affluence lorsque les rois Louis XIII, puis Louis XIV se rendaient à Saint-Germain avec leur cour venant du Louvre à bord d'une galère royale qui accostait au Pecq.
Louis XIV naquit au château Neuf de Saint-Germain-en-Laye, dans le pavillon de gauche qui surplombe le village de Saint-Wandrille. C'est aussi ici que se réfugia avec sa cour le roi Jacques II d'Angleterre lors de son exil.
Le village connut ainsi un essor commercial et les Alpicois faisaient beaucoup la fête. C'est dans ce même esprit que Le Pecq organisa, en 2005, une manifestation festive en l'honneur des 1 300 ans de la ville.

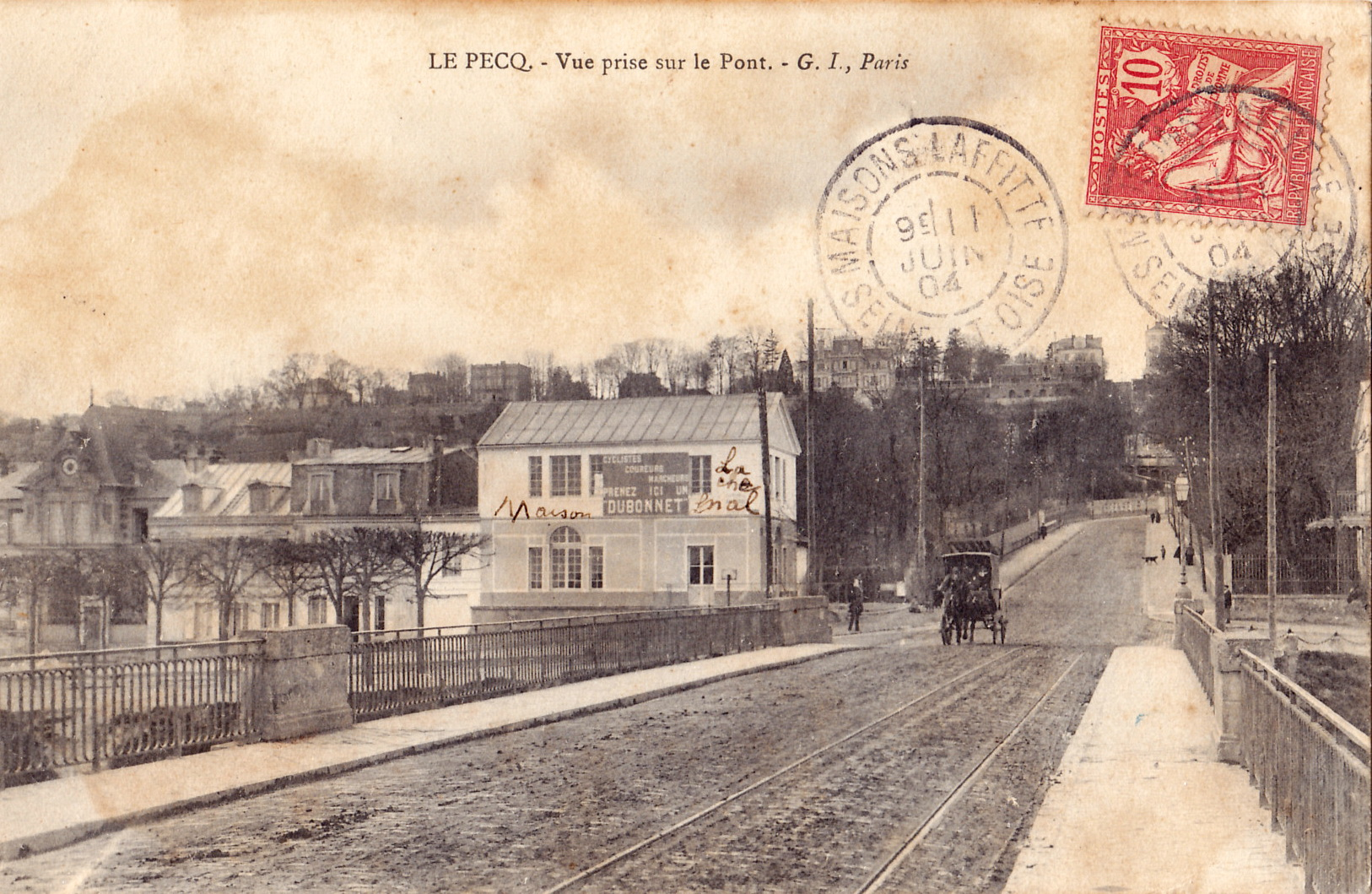
Le pont du Pecq, vers 1904.

En 1837, la première ligne de chemin de fer pour voyageurs fut inaugurée entre Paris et Le Pecq : il s'agit de la ligne de Paris-Saint-Lazare à Saint-Germain-en-Laye. À l'époque, le terminus de la ligne se situe au port du Pecq, sur la rive droite de la Seine. Les locomotives sont en effet incapables d'affronter la rampe du coteau de Saint-Germain qui domine le fleuve de plusieurs dizaines de mètres. Les voyageurs qui souhaitent se rendre à Saint-Germain-en-Laye sont pris en charge par une diligence appelée patache. Début 2017, les vestiges de cette première gare, dont le lieu exact d'implantation n'était plus connu, sont découverts au pied du pont Georges-Pompidou (dit Pont du Pecq) à l'occasion de travaux pour la construction d'un ensemble immobilier (en lieu et place du garage Toyota). 
« Ce qu’on peut dire, c’est que cette gare, construite à l'initiative des frères Pereire et financée par la famille Rothschild, a été construite pour donner une leçon de faste, montrer l’étendue du savoir-faire français », explique le représentant de la DRAC. Dix ans tout juste après son inauguration, cette première gare de voyageurs de France était en effet abandonnée. Le prolongement de la ligne jusqu’au château de Saint-Germain, alors rendu possible par l’apparition du chemin de fer atmosphérique, avait imposé la création d’une autre gare, à seulement quelques centaines de mètres de là.
Le 3 février 1935, une bagarre entre militants communistes et Camelots du Roi sur le marché du Pecq entraîne la mort d'un militant royaliste Marcel Langlois.
Bombardements du Pecq
- Pendant la Seconde Guerre mondiale, le 3 mars 1942, Le Pecq est durement touchée par un bombardement de la Royal Air Force. On a longtemps cru qu’il s’agissait d’une erreur, les bombardiers anglais qui la même nuit devaient bombarder les usines Renault de Boulogne-Billancourt[25] ayant confondu les deux sites distants d’une douzaine de kilomètres à vol d’oiseau, dans une boucle de la Seine.

Pouvait-il s’agir d’une erreur alors qu’au Pecq la ville a été éclairée pendant les deux heures qu’a duré le bombardement et que 195 bombes ont été lancées par des bombardiers volant entre 1000 et 3 000 pieds (300 à 900 mètres) ?
L’ouverture récente des archives de la Royal Air Force a permis de montrer que ce n’était pas une erreur.
Les 235 bombardiers qui en fin d’après-midi du 3 mars 1942 s’envolent de 27 aérodromes anglais appartiennent aux quatre groupes du Bomber Command opérationnels à cette époque, répartis en trente-trois Squadrons. L’objectif affiché en clair de ces bombardiers est les usines Renault de Boulogne-Billancourt, mais une partie d’entre eux a un autre objectif codé qui leur a été assigné : tout un faisceau d’indices issus des archives conduit à penser qu’il s’agit du Haut Commandement allemand pour tout le front ouest, l’Oberbefehlshaber West ou OB-West, dont le chef est à ce moment le maréchal Erwin von Witzleben. L’état-major allemand était alors installé au Pavillon Henri IV à Saint-Germain-en-Laye, en limite du Pecq. Il constituait pour les Alliés un objectif psychologique de premier ordre, très exposé et peu défendu. En effet, jusqu’à ce début mars 1942 les bombardements de la RAF s’étaient cantonnés au littoral français, frappant essentiellement les ports (en 1941 Brest subit plus de trente bombardements). Si le maréchal Witzleben a survécu à ce bombardement qui a détruit aux trois-quarts le Pavillon Henri IV, il fut dès le 14 mars relevé de son commandement par Hitler et remplacé par le maréchal von Rundstedt qui entreprit immédiatement de construire une série de bunkers enterrés qui constitueront le nouveau quartier général allemand. Un élément dans les archives françaises confirme ce qui ressort de l’étude des archives anglaises. C’est le rapport de l’expert agréé par le ministère de Reconstruction et de l’Urbanisme pour l’Industrie hôtelière qui écrit en 1947 : le bombardement aérien du 3 mars 1942 a été provoqué par l’occupation allemande du Pavillon Henri IV qui comportait un état-major extrêmement important. Malheureusement, Le Pecq a payé un lourd tribut à cette opération. L’inévitable dispersion des bombes a touché plusieurs quartiers : de la Cité, du Port et du Mexique. Le quartier de la Cité, le plus proche du pavillon Henri IV, a été le plus éprouvé. Au total, il y aura 47 morts et 22 blessés. Le nombre de sinistrés est de 591, tandis que 191 familles sont sans abri. Les dégâts matériels sont très importants : 2 grands immeubles partiellement détruits,  35 immeubles totalement détruits, 105 partiellement, 100 légèrement. La commune du Pecq est sinistrée à 52 %.
L'odonyme « rue du 3-Mars-1942 » commémore cet événement.
- Le Pecq subira encore trois autres bombardements. Le 30 avril 1944 à partir de 23 h 50, le quartier de la Cité est à nouveau bombardé pendant une vingtaine de minutes. Trois maisons seront détruites faisant deux victimes.

Le 28 mai 1944, ce sont cette fois douze Mustangs américains de la IXe USAAF qui attaquent à nouveau le quartier de la Cité et du Mexique faisant trois nouvelles victimes.
Enfin, le 5 juin 1944 vers 20 h 45, en prélude au débarquement, c’est le pont du Pecq qui est visé faisant une nouvelle victime.
Au total, ce seront 53 Alpicoises et Alpicois qui auront été emportés dans la tourmente des bombardements successifs du Pecq.

## Politique et administration

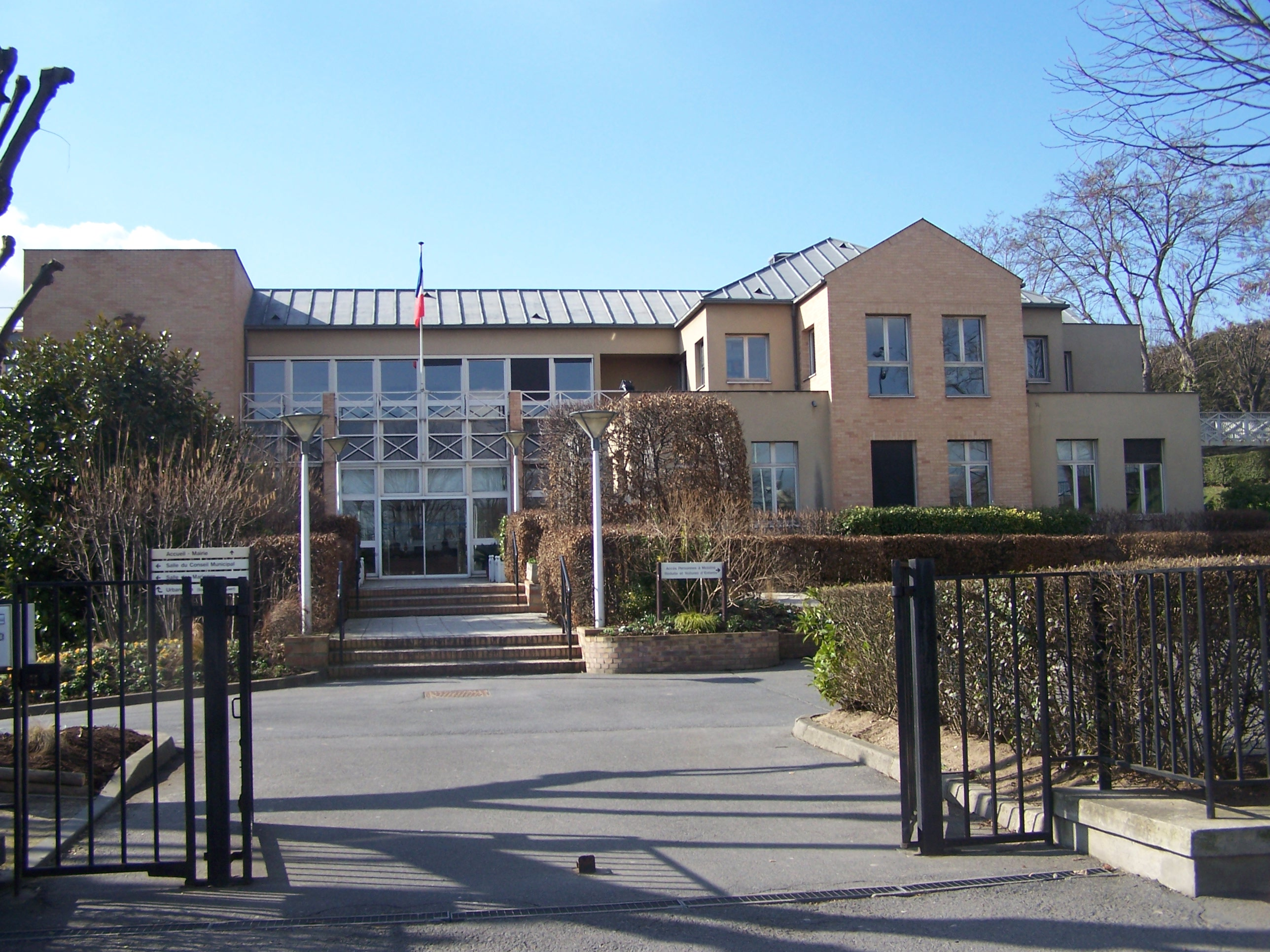
Le bâtiment de la mairie.

### Rattachements administratifs et électoraux
La commune était le chef-lieu du canton du Pecq depuis 1976. Dans le cadre du redécoupage cantonal de 2014 en France, la commune fait désormais partie du canton de Saint-Germain-en-Laye.

### Intercommunalité
La commune était membre depuis 2014 de la communauté de communes Saint-Germain Seine et Forêts, transformée en communauté d'agglomération en 2015.
Celle-ci fusionne avec d'autres intercommunalités pour former, le 1er janvier 2016, la communauté d'agglomération Saint Germain Boucles de Seine.

### Jumelages
- Aranjuez (Espagne) ;
- Hennef (Allemagne) ;
- Barnes (Royaume-Uni).

## Population et société

### Démographie

#### Évolution démographique
L'évolution du nombre d'habitants est connue à travers les recensements de la population effectués dans la commune depuis 1793. Pour les communes de plus de 10 000 habitants les recensements ont lieu chaque année à la suite d'une enquête par sondage auprès d'un échantillon d'adresses représentant 8 % de leurs logements, contrairement aux autres communes qui ont un recensement réel tous les cinq ans,.

En 2022, la commune comptait 15 858 habitants, en évolution de −0,14 % par rapport à 2016 (Yvelines : +2,72 %, France hors Mayotte : +2,11 %).
| 1793  | 1800  | 1806  | 1821  | 1831 | 1836 | 1841  | 1846  | 1851  |
| ----- | ----- | ----- | ----- | ---- | ---- | ----- | ----- | ----- |
| 1 512 | 1 142 | 1 271 | 1 123 | 941  | 922  | 1 052 | 1 349 | 1 024 |

| 1856  | 1861  | 1866  | 1872  | 1876  | 1881  | 1886  | 1891  | 1896  |
| ----- | ----- | ----- | ----- | ----- | ----- | ----- | ----- | ----- |
| 1 147 | 1 601 | 1 878 | 1 908 | 1 570 | 1 826 | 1 880 | 1 747 | 1 755 |

| 1901  | 1906  | 1911  | 1921  | 1926  | 1931  | 1936  | 1946  | 1954  |
| ----- | ----- | ----- | ----- | ----- | ----- | ----- | ----- | ----- |
| 1 791 | 2 021 | 2 326 | 2 798 | 3 601 | 4 603 | 5 009 | 5 038 | 6 785 |

| 1962   | 1968   | 1975   | 1982   | 1990   | 1999   | 2006   | 2011   | 2016   |
| ------ | ------ | ------ | ------ | ------ | ------ | ------ | ------ | ------ |
| 10 688 | 13 734 | 17 584 | 17 196 | 17 006 | 16 318 | 15 690 | 16 675 | 15 880 |

| 2021   | 2022   | - | - | - | - | - | - | - |
| ------ | ------ | - | - | - | - | - | - | - |
| 15 832 | 15 858 | - | - | - | - | - | - | - |

#### Pyramide des âges
En 2018, le taux de personnes d'un âge inférieur à 30 ans s'élève à 34,7 %, soit en dessous de la moyenne départementale (38 %). À l'inverse, le taux de personnes d'âge supérieur à 60 ans est de 25,3 % la même année, alors qu'il est de 21,7 % au niveau départemental.
En 2018, la commune comptait 7 279 hommes pour 8 670 femmes, soit un taux de 54,36 % de femmes, largement supérieur au taux départemental (51,32 %).
Les pyramides des âges de la commune et du département s'établissent comme suit.
| Hommes | Classe d’âge | Femmes |
| ------ | ------------ | ------ |
| 0,8    | 90 ou +      | 1,9    |
| 7,3    | 75-89 ans    | 11,8   |
| 13,2   | 60-74 ans    | 14,9   |
| 22,0   | 45-59 ans    | 21,7   |
| 18,8   | 30-44 ans    | 17,5   |
| 16,7   | 15-29 ans    | 14,7   |
| 21,1   | 0-14 ans     | 17,5   |

| Hommes | Classe d’âge | Femmes |
| ------ | ------------ | ------ |
| 0,6    | 90 ou +      | 1,4    |
| 6      | 75-89 ans    | 7,8    |
| 13,5   | 60-74 ans    | 14,8   |
| 20,7   | 45-59 ans    | 20,1   |
| 19,6   | 30-44 ans    | 19,9   |
| 18,5   | 15-29 ans    | 16,8   |
| 21,2   | 0-14 ans     | 19,2   |

### Enseignement
La commune est située dans l'académie de Versailles.

#### Établissements scolaires
La ville administre cinq écoles maternelles (écoles maternelles publiques Centre, Jean-Moulin, Général-Leclerc, Normandie-Niemen sur la rive gauche, école maternelle publique Jehan-Alain sur la rive droite) et cinq écoles élémentaires (écoles élémentaires publiques Claude-Érignac, Jean-Moulin, Général-Leclerc, Normandie-Niemen sur la rive gauche, école élémentaire publique Félix-Éboué-Wilson sur la rive droite).
Le département gère deux collèges : le collège Jean-Moulin (rive gauche) et le collège Pierre-et-Marie-Curie (rive droite). Il n'y a pas de lycée public au Pecq : la très grande majorité des collégiens alpicois terminent leurs études secondaires dans les lycées de la ville de Saint-Germain-en-Laye.
S'ajoute à cette offre éducative publique le groupe scolaire Saint-Dominique, établissement catholique privé hors contrat (sauf trois classes primaires sous contrat simple avec l'État) réunissant école maternelle, élémentaire, collège et lycée.

#### Vie universitaire
La commune n'héberge pas d'établissement universitaire.

### Manifestations culturelles et festivités
Le Pecq accueille tout au long de l'année de nombreux concerts et événements culturels dans ses infrastructures, et plus généralement dans la salle des fêtes. Depuis 2002, le Printemps Musical se tient annuellement généralement courant avril, et accueille des artistes régionaux.

### Santé
Aucun établissement de santé n’est implanté dans la commune. L'hôpital public généraliste le plus proche est le centre hospitalier intercommunal de Poissy-Saint-Germain-en-Laye. Sept médecins généralistes, huit chirurgiens-dentistes exercent dans la commune et six pharmacies sont installées au Pecq.

### Sports
- La ville du Pecq comporte un principal club de sport, l'Union sportive du Pecq (US Pecq). Ce club comporte de nombreuses sections de sports collectifs comme le handball, le football ou le basket-ball ainsi que de nombreuses sections consacrées aux sports de combat (Jiu-jitsu, judo, karaté, etc.) ou a des sports individuels (tennis, pétanque, tennis de table, tir à l'arc). Les sections les plus importantes sont celle du trampoline(vice-championne de France en 2011 et 2012) ainsi que celle de l'escrime (une des meilleures de la région parisienne).
- La commune possède plusieurs installations sportives, comme le complexe sportif Louis-Raffegeau, avec plusieurs terrains de football, 11 terrains de tennis,6 terres battues, 5 quick, 2 terres battues couvertes ainsi que 2 terrains de Padels, le gymnase multi-sport Marcel-Villeneuve, sur la rive droite de la Seine ainsi que 3 gymnases sur la rive gauche : le gymnase Jean-Moulin, Général LECLERC, ainsi que le gymnase Normandie-Niemen. Il existe également une piscine avec un bassin de 25 m dans le quartier des Vignes-Bennettes[51].
- Il existe également le yacht club du Pecq (www.ycpecq.fr), club qui se consacre majoritairement à la voile sur la Seine et à l'organisation de stages de voile.
- Il existe ainsi 46 sports praticables dans le cadre des divers clubs sportifs se trouvant au Pecq.

### Médias
- Le Pecq en scène, journal mensuel d'informations locales, diffusé gratuitement par la mairie.

### Cultes
La paroisse catholique du Pecq est une annexe du doyenné de Saint-Germain-en-Laye. L'église paroissiale Saint-Wandrille a été un prieuré dépendant de l'Abbaye Saint-Wadrille qui a été sécularisée en 1525 pour devenir une paroisse. L'église actuelle a été reconstruite au XVIIIe siècle à l'initiative du duc Louis de Noailles, gouverneur de Saint-Germain-en-Laye.
Un article de six pages paru le 27 juillet 1989 dans le magazine Famille chrétienne, rapporte qu'en mai 1978, lorsque le père Marcel Goémine qui était curé de Sartrouville a été nommé au Pecq pour remplacer un curé moderniste, il y avait à peine 100 fidèles pour les trois messes, plus de chorale, plus d'activité. En dix ans, grâce à l'aide d'un groupe de renouveau charismatique, et au retour à une liturgie traditionnelle avec chorale, musique, confession individuelle, séances de prières, processions, retraites, œuvres charitables, ainsi qu'aux talents du père Goémine pour la prédication en chaire, il s'est créé une énorme affluence aux messes, des conversions, des dons, les demandes de baptêmes, de mariages, de messes ont dépassé les possibilités d'accueil. Par la suite, le curé de Saint-Germain et l'évêque de Versailles ont essayé de mettre fin à cette dérive traditionaliste en mutant le père Goémine. Le culte traditionnel, la ferveur religieuse et l'affluence exceptionnelle ont continué après le départ du père Goémine en 1991.
Curés de la paroisse Saint-Wandrille
La plaque dans l'église qui commence en 1525.
- Père Chossier avant la Révolution.
- Père Ange Alexandre Stauffer en 1836 et encore en 1846[53].
- Père Firmin Élie Guillouard en 1851[53].
- Père Jules Étienne Placet en 1856[53].
- Père Charles Jean-Baptiste François Durupt[54] en 1876[53].
- Père Eugène Benoist, en 1881[53].
- Père Gustave Dastot, curé en 1941 et en 1947 (1898[55] Argenteuil - 1985 Brionne[56]).
- Père Marcel Goémine (1920- 1999), auteur de L´Évangile de Jésus Christ selon l´Apocalypse de Saint Jean, Commentaire nouveau, historique et théologique, Paris, éditions Pierre Téqui, 1995.
- Père Marc Flichy, curé de 1991 à 1999.
- Père Jean-Claude Marteau-Lacour, curé de 1999 à 2006.
- Père Christian Lavie, (Chartres 1938-2014), curé de 2006 à 2010[57].
- Père Henri Merveilleux du Vignaux, prêtre de la prélature de l'Opus Dei, curé de 2010 à 2018.
- Père Dónal O Cuilleanain, prêtre de la prélature de l'Opus Dei, curé depuis 2018.

Curés de la paroisse Saint-Thibaut, (Le Pecq-Marly-le-Roi).
- Père Hazard.
- Père Eudes.
- Père Pierre Bothuan.
- Père Olivier de Rubercy.

## Économie

### Revenus de la population et fiscalité
En 2010, le revenu fiscal médian par ménage était de 41 462 €, ce qui plaçait Le Pecq au 1 865e rang parmi les 31 525 communes de plus de 39 ménages en métropole.

### Entreprises et commerces
Le groupe Suez est historiquement implanté dans les environs : 
- centre régional de Suez Eau France ;
- centre de production d'eau potable (produisant environ 90 millions de mètres cubes d'eau par an) ;
- centre de gestion de la clientèle (gérant environ un demi-million de consommateurs dans l'ouest de Paris) ;
- centre international de recherche sur l'eau et l'environnement (CIRSEE) ;
- siège de Suez Smart Solutions.

## Culture locale et patrimoine

### Lieux et monuments

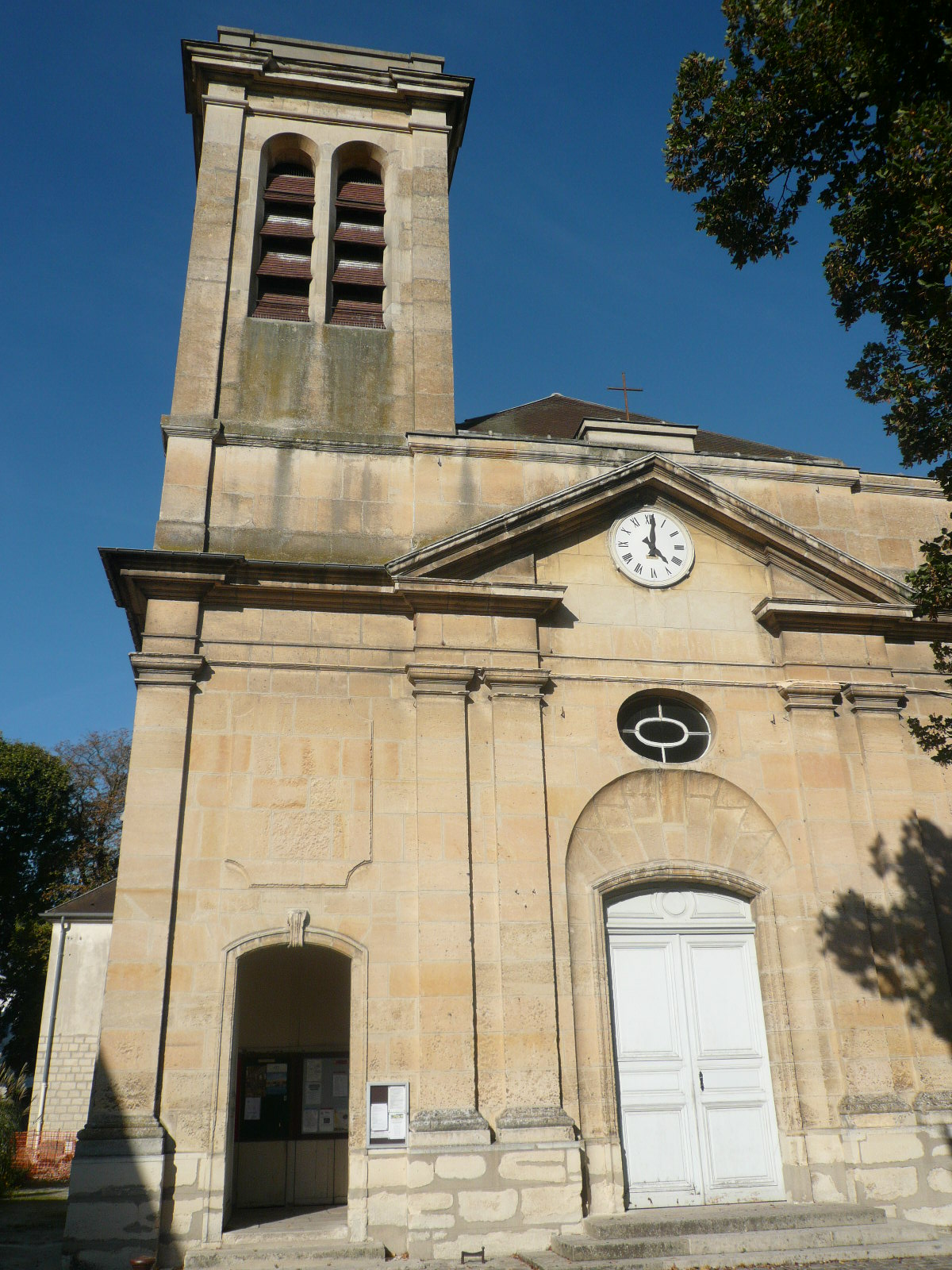
Église Saint-Wandrille.

- Église Saint-Wandrille[59],[60] : une charte établie en l’an 704 rapporte que le roi Childebert III a fait don de la terre royale d'Aupec, riche de vignes, à l’abbaye de Saint-Wandrille à Saint-Wandrille en Normandie. L’histoire du Pecq est liée pendant huit siècles (de 709 à 1570) à celle de l’abbaye de Saint-Wandrille et aux rois de France. Nombre d’arrêts du roi, de chartes d’évêques et de bulles papales témoignent de l’établissement du prieuré d’Aupec. La première église a été construite vers l'an 1000. Une seconde église construite selon une orientation est-ouest au début du XVIe siècle s'est effondrée en 1723. La première pierre de l'église actuelle a été posée en 1739 par le duc de Noailles, alors gouverneur du domaine royal de Saint-Germain, et inaugurée six ans plus tard ; elle a été construite par l'architecte Sébastien Jan dans le style baroque avec un fronton triangulaire ; elle n'a été consacrée que le 28 mai 1995 par Mgr Jean-Charles Thomas, évêque de Versailles, en présence de l'abbé de l'abbaye Saint-Wandrille de Fontenelle. Cette église est celle de la paroisse du Pecq.

- Le Pavillon Sully est un des bâtiments qui composaient le Château Neuf de Saint-Germain-en-Laye, il a été occupé par le bâtonnier Lemaire, la baronne MacCay et la famille de La Roche-Vernet, puis par la famille de Chamborant[61] de 1979 à 2017[62].

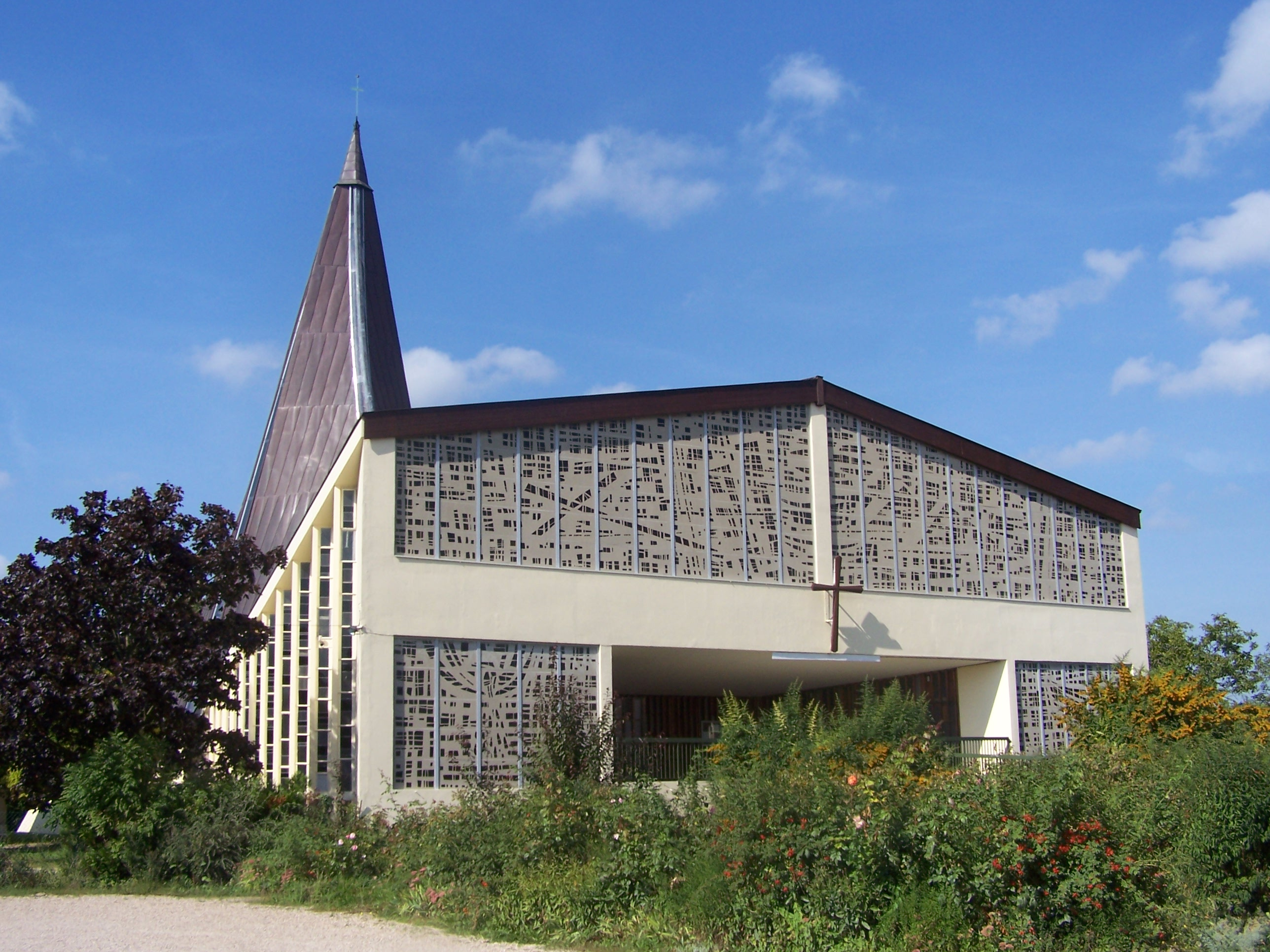
Église Saint-Thibaut.

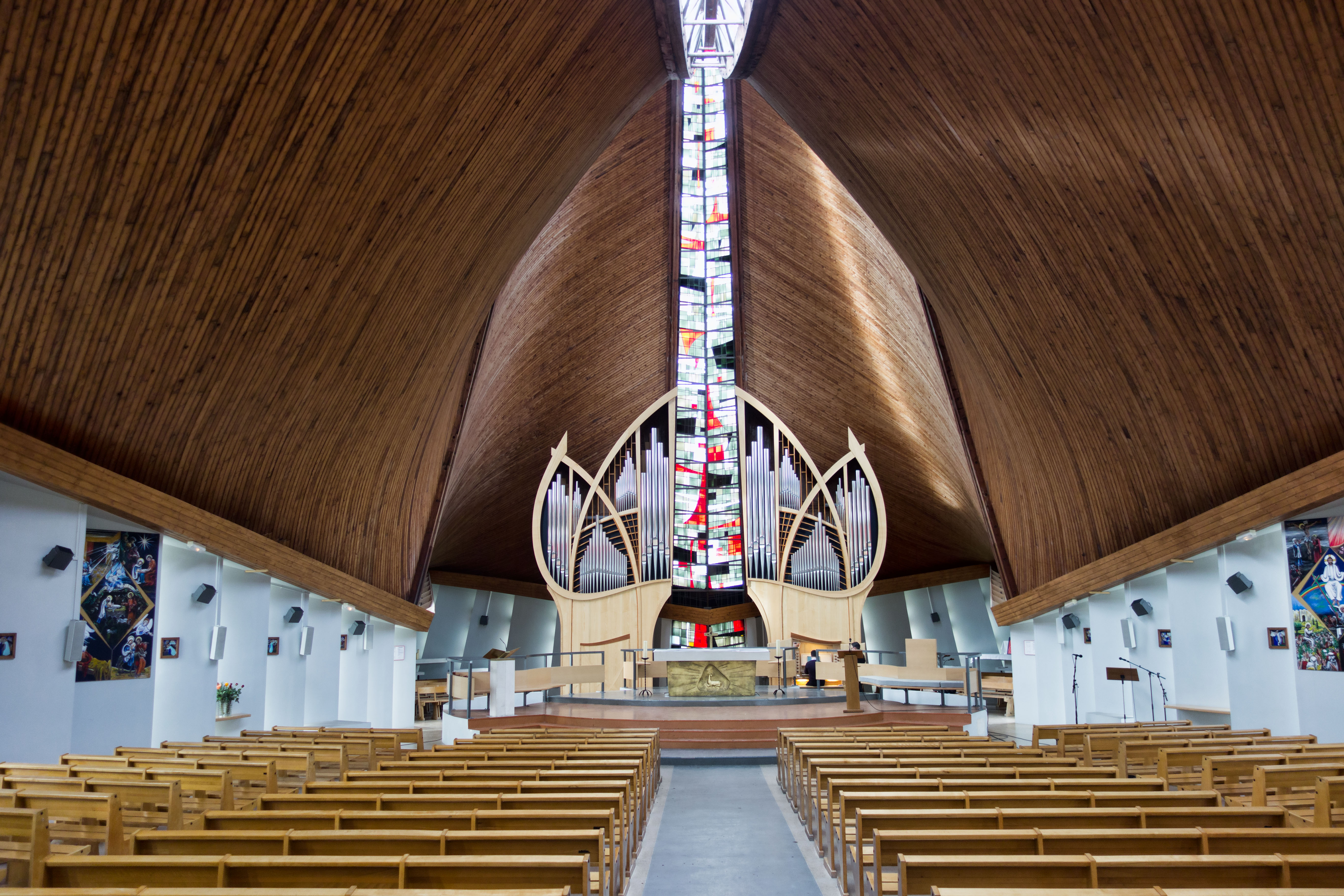
Intérieur de l'église Saint-Thibaut.

- Église Saint-Thibaut[63]: édifice en béton et bois, construit en 1964 par les architectes Guy Perrouin, Lunel et Jung, surmonté par une flèche en voile de bois de 30 mètres de haut. Cette église construite sur le territoire de la commune du Pecq, fut édifiée à l'initiative des habitants[64] du domaine des Grandes Terres à Marly-le-Roi, qui ne disposaient alors (vers 1960) d'aucune église proche. C'est un des cinq lieux de culte du groupement paroissial de Marly-le-Roi/Le Pecq/L'Étang-la-ville/Le Port-Marly[65].
Depuis les années cinquante, les toitures de certaines églises modernes sont en forme de paraboloïde hyperbolique de sorte que leurs lignes semblent converger vers un point à l'infini. C'est le cas de l'église Saint-Thibaut[66]. Dans la plaquette, éditée par l'« association des Amis de Saint-Thibaut » en mai 1965, est décrit : « L'arêtier-poursuit l'exposé du parti-est une hyperbole et nous avons déterminé cette courbe de sorte que l'assemblée ne puisse en voir l'extrémité. Nous pensons que cette particularité contribuera à suggérer l'élan vers l'infini. Telles étaient les idées des architectes », ainsi qu'une légende concernant le tracé schématique de la toiture : « Tracé schématique de la forme de l'église, montrant comment on a pu construire les paraboloïdes hyperboliques à partir d'éléments rectilignes. Les quatre voiles de bois se rejoignent à leur pointe, déterminant une convergence vers l'infini... »[67].

- La chapelle Sainte-Amélie fait partie du groupement paroissial de Marly-le-Roi/ Le Pecq/ Le Port-Marly / L'Étang-la-Ville.
- Viaduc ferroviaire du Pecq[68] : ouvrage datant de la fin du XIXe siècle. Comportant une vingtaine d'arches en pierre et prolongé par un pont de fer au-dessus de la Seine et par deux tunnels, il est tracé en courbe et en dénivellation pour permettre à la ligne dont le terminus était initialement au Pecq d'atteindre la gare de Saint-Germain-en-Laye.
- Pont du Pecq, appelé officiellement « pont Georges-Pompidou », est un pont routier qui enjambe la Seine dans la commune dont le territoire s'étend sur les deux rives du fleuve. Ce pont se situe entre le pont de l'île de la Loge (en amont) et le viaduc ferroviaire du Pecq (en aval).
- Le château de Monte-Cristo, résidence d'Alexandre Dumas, situé sur la commune du Port-Marly[69] est géré par le syndicat intercommunal de Monte-Cristo incluant, avec Le Port-Marly, les communes du Pecq et de Marly-le-Roi.
- Le parc Corbière[70]. Celui-ci a été aménagé pour laisser une zone inondable remplir cette fonction lors des crues de la Seine. En temps ordinaire, c'est un espace vert agrémenté d'une petite ménagerie[71], lors des crues le parc est fermé au public et les animaux sont parqués ailleurs. En retrait, une digue permanente maintient les eaux qui pourraient submerger la route proche et les habitations voisines. Après la crue, la ménagerie retrouve ses habitants et le parc est nettoyé des apports de la Seine.

Elle participe au Concours des villes et villages fleuris et possède trois fleurs en 2017,.

### Patrimoine pictural
- Une paire de panneaux représentant d'une part un saint évêque (probablement saint Augustin), d'autre part saint Antoine Abbé, a été donnée à la paroisse Saint-Wandrille du Pecq par Guillaume Parissot en 1866. En 1980 cette paire a été déposée au musée du Louvre par la mairie du Pecq. De nos jours ces deux panneaux sont considérés comme de Giovanni Bellini et furent présentés à l'exposition Mantegna au Musée du Louvre (fin 2008-début 2009).
- À la fin du XIXe siècle un tableau : Le Rembrandt du Pecq, eut une certaine célébrité. Il s'agissait d'une huile sur bois[74] de 111 par 174 cm et représentant Abraham et les trois anges. Cette œuvre, conservée de nos jours à Rotterdam au musée Boijmans Van Beuningen, est en fait d'un élève de Rembrandt : Arent de Gelder (1645-1727).

### Patrimoine culturel
Le Pecq et la peinture
- Le peintre belge David de Noter séjourna au Pecq en 1866[75].
- Maurice de Vlaminck en fit plusieurs tableaux, dont La Seine, le Pecq (1906)[76].

En 2002, pour entretenir l'héritage culturel laissé par les Impressionnistes dans les Yvelines, Le Pecq, avec huit autres communes riveraines de la Seine, Carrières-sur-Seine, Chatou, Croissy-sur-Seine, Bougival, Louveciennes, Marly-le-Roi, Le Port-Marly et Noisy-le-Roi, crèe le label et la structure « Pays des Impressionnistes ».

### Personnalités liées à la commune

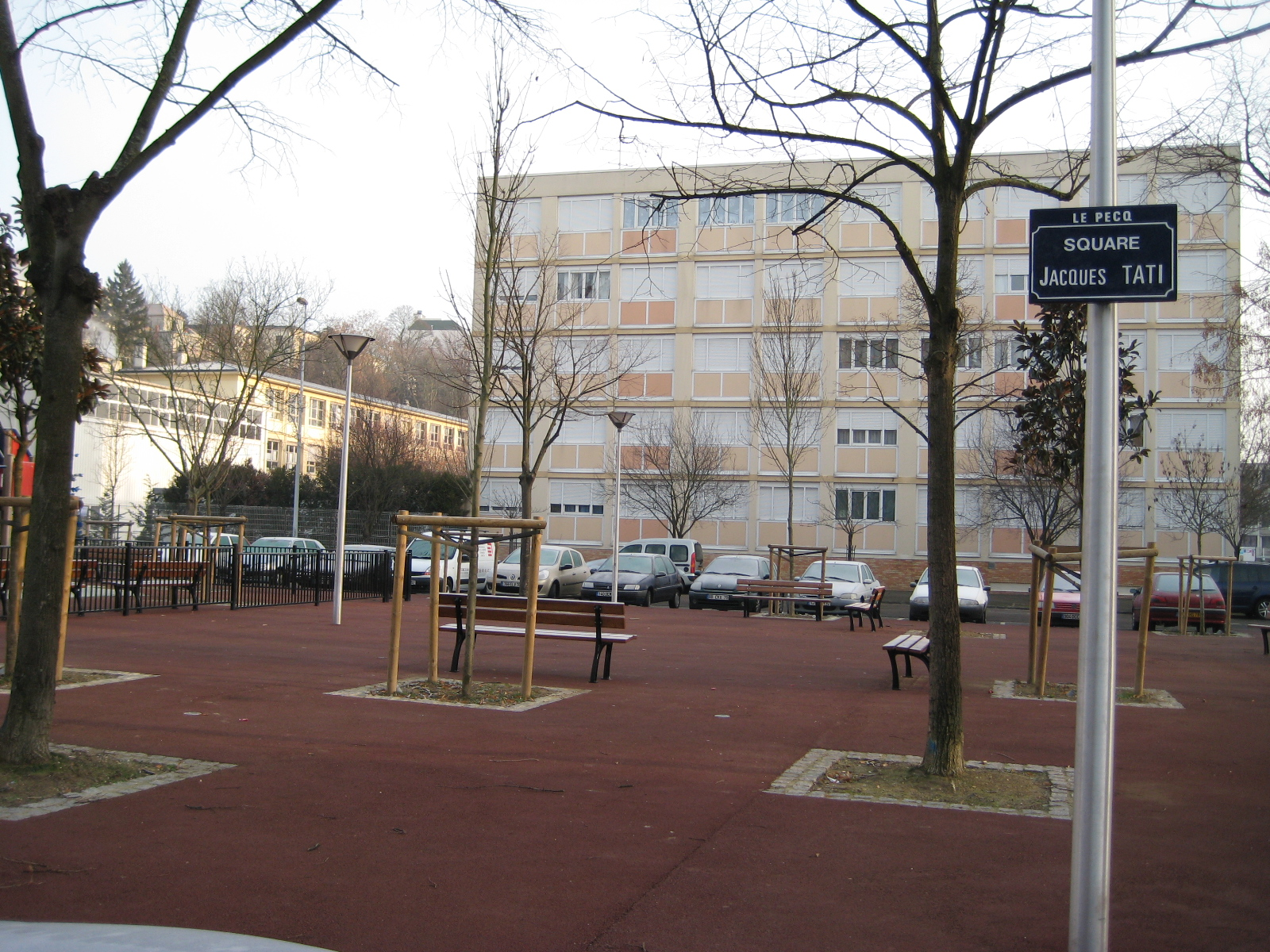
Square "Jacques Tati".

- Henri-Étienne Vénard (1744-1828), homme politique, député à la Convention.
- Auguste Hervieu (1795-1880), peintre né dans la commune.
- Félicien David (1810-1876), compositeur, est inhumé dans le cimetière du Pecq[78] ;
- Hodgson Pratt (1824-1907), militant pacifiste britannique, est mort au Pecq le 26 février 1907 ;
- Gabriel Olphe-Galliard, (1870-1947), sociologue et juriste français. Mort au Pecq.
- Louis Delâge (1874-1947), ingénieur et industriel français, propriétaire pendant plusieurs années du château du Pecq, une grande propriété, entourée d'un parc, qui s’étend alors entre la rue Victor-Hugo et l'avenue Carnot (actuelle avenue Charles-de-Gaulle). Il l'acquiert en 1916 et s'en sépare à la fin des années 1930[79]
- Paul Eluard (1895 - 1952), poète surréaliste, a habité Le Pecq en 1938 et en 1939, avec sa femme Nusch Eluard, très exactement au 8 allée du Perruchet, dans" La Maison Grise ", dans l'actuel  domaine de Grandchamp. Extrait du livre du poète Louis Parrot (Le Poète et son image  p. 83-86 ), : " C'est dans la "Maison Grise " du Pecq qu'avec d'infinies précautions Paul Eluard ouvrit un jour la chrysalide poussiéreuse que Gala (Dali) nous avait remise - un cornet de papier jauni, le seul rapporté d'Espagne, du poème de Lorca - ( "L' Ode à Salvador Dali"  )... Nusch s'en allait d'une chambre à l'autre, portant un bouquet de pensées dans un verre d'eau pure... Le chien Billy, dit Napoléon, avançait vers nous un front soucieux... etc. ".
- Paul Nizan (1905-1940), écrivain, a vécu et travaillé dans la maison qu'avaient fait bâtir ses beaux-parents, M. et Mme Halphen, domaine de Grandchamp ;
- Jacques Tati (1907-1982), réalisateur et acteur français est né au Pecq le 9 octobre 1907 ;
- Jean Rousselot (1913-2004), poète, est enterré au cimetière du Pecq.
- Marie-Claire Alain (1926-2013), organiste concertiste française est morte au Pecq le 26 février 2013.
- Juliette Armanet (1984-  ), auteure-compositrice-interprète et musicienne. à vécu au Pecq

### Héraldique, logotype et devise
| Blason | Blasonnement : D’argent à l’orme de sinople issant de cinq flammes ondoyantes de gueules mouvant de la pointe, au chef d’azur chargé d’une barque d’or contournée à la voile d’argent Commentaires : La devise du Pecq est Alpicum in Pago, abrégé de Alpicum in Pago Piascenciasis et qui signifierait Petites Alpes (ou Aupec) en pays pincerais. |

### Fiction
Dans Terminus provisoire (L'œil ébloui, octobre 2024, septième volume de la collection Perec 53), Antonin Crenn entremêle ses souvenirs d'enfance au Pecq et la citation d'œuvres de Georges Perec.